# 663 TCN
663 là một năm trong Công lịch.

## Sự kiện

### Ai Cập
- Vua Assurbanipal xâm chiếm lại Ai Cập, Thebes bị thôn tín và bị cướp bóc.
- Pharaoh Tantamani chuyển đến Napata, ông phải khuất phục một thế giới mới Assyria. Ông ta cai trị một thời gian ở Kush (thời cổ đại), nhưng ở Ai Cập là sự kết thúc của triều đại thứ 25 của Ai Cập.
- Psammetichus I có thể đã thống nhất Ai Cập, ông thừa nhận quyền lực tối cao của Assyria.
- Pedubastis II của Tanis bị giết, ông là mô hình cho Pedubastis Cyclus.

### Châu Âu
- Vua [Gorboduc] (663-643 TCN) đã thành công cha của ông [Kimarcus] như là người cai trị Vương quốc Anh.

### Châu Á
- Jimmu chinh phục Yamato (tỉnh) Yamato] (khu vực xung quanh Nara) (ngày truyền thống)
- Lương bá và Nhuế bá đã đến Tần triều kiến Tần Thành công